# Portrait of a Call Girl
Portrait of a Call Girl  es una película pornográfica estadounidense de 2011, dirigida por Graham Travis y protagonizada por Jessie Andrews. También intervinieron los actores Ramón Nomar, Manuel Ferrara y Mick Blue.
En 2012, la película recibió 19 nominaciones a premios creativos y técnicos, ganando cuatro premios AVN a la mejor actriz, mejor director, mejor película y el primer premio AVN a Película del Año; un premio XRCO a la mejor epopeya; y seis premios XBIZ por actuación del año (femenina), mejor fotografía, mejor actuación no sexual del año, director del año, proyecto individual y largometraje del año.

## Sinopsis
Ellie es una joven campesina que se escapa a la ciudad por motivos familiares y empieza a trabajar como escort.

## Reparto
- Jessie Andrews como Elle
- Manuel Ferrara como Clay
- Mick Blue
- Ramón Nomar
- Lexi Swallow como Lexi
- Eric Swiss como Nathan
- Alec Knight como Sam
- Darla Crane como Ivy
- Zoey Holloway como Alice

## Premios
- 2012: Premio AVN – Mejor actriz (Jessie Andrews)
- 2012: Premio AVN – Mejor director – Largometraje (Graham Travis)
- 2012: Premio AVN – Mejor largometraje
- 2012: Premio AVN – Película del año
- 2012: Premio XBIZ - Película del año
- 2012: Premio XBIZ – Director del año – proyecto individual (Graham Travis)
- 2012: Premio XBIZ - Mejor Actriz protagonista (Jessie Andrews)
- 2012: Premio XBIZ - Mejor actuación no sexual (Alec Knight)
- 2012: Premio XBIZ - Mejor guion (Graham Travis)
- 2012: Premio XBIZ – Mejor fotografía (Mason, Carlos Dee y Alex Ladd)
- 2012: Premio Salón Erótico – Mejor Largometraje